# 世界企業永續發展委員會
世界企業永續發展委員會（World Business Council for Sustainable Development）（WBCSD）是一個全球性的組織，其下有200餘家公司專責處理可持續發展的各項業務。
緣起於1992年於里約舉辦的地球高峰會，當時瑞士企業家史提芬·斯密丹尼擔任聯合國環境與發展會議（UNCED）的秘書長，他成立了一個企業永續發展論壇（Business Council for Sustainable Development），並在日後繼續發揮寫出了一本關注生態效益的書籍。
世界企業永續發展委員會成立於1995年，總部設於日內瓦，為企業永續發展論壇與世界工業環境委員會（World Industry Council for the Environment）合併後的機構，同時在美國華盛頓哥倫比亞特區設有辦事處。

委員會關注各項可持續發展的議題，尤其是能源、氣候以及企業社會責任，同時執行一些關於建築、運輸、輪胎、化學品、水的專案。

## 註解
1. ↑  Changing Course
2. ↑  .   [2007-10-13]. （原始内容存档于2016-03-04）.

## 相關網站
- 世界企業永續發展委員會（页面存档备份，存于）
- 世界企業永續發展委員會總理的部落格
- WBCSD's Energy Efficiency in Buildings Blog
- 元立行：各種水資源的詳盡資訊